# エミール・ヴォードルメール

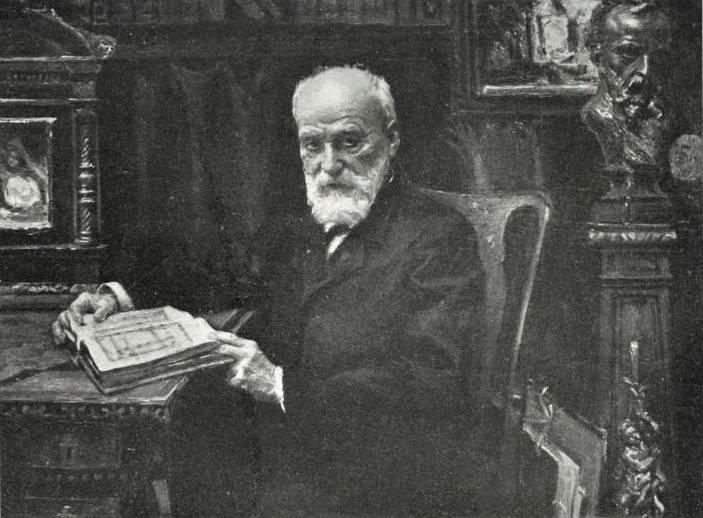
エミール・ヴォードルメール

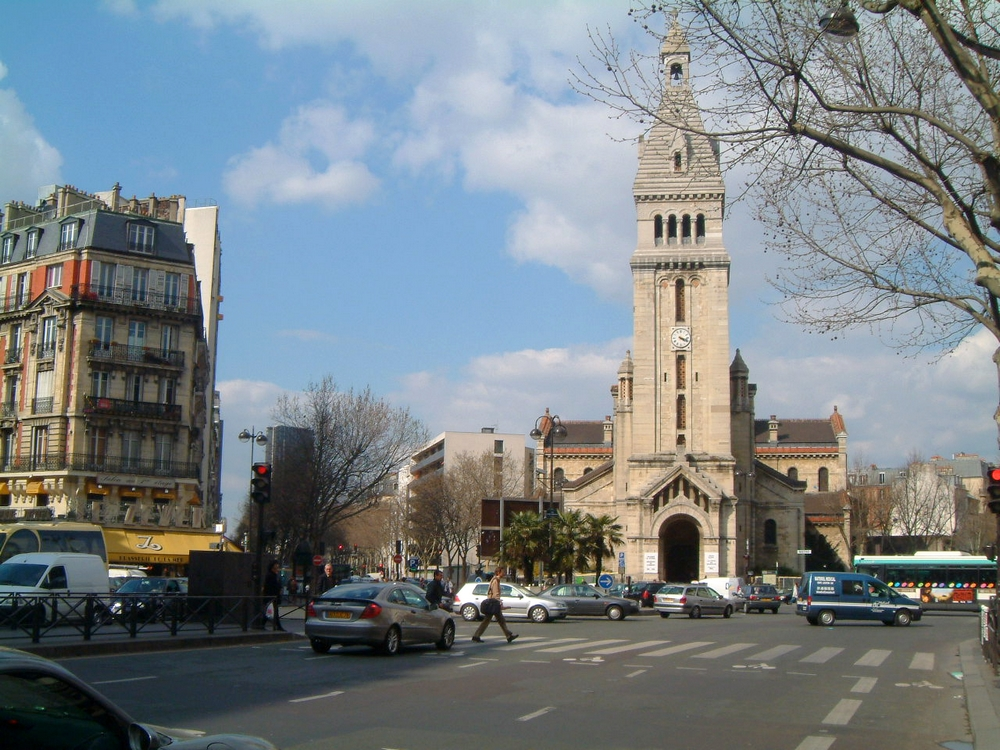
サン＝ピエール・ド・モンルージュ教会, パリ14区

ジョセフ・オーギュスト・エミール・ヴォードルメール（Joseph－Auguste－Emile Vaudremer、1829年2月6日 - 1914年2月7日）は、穏当な実利主義のフランス人建築家。エコール・デ・ボザールにおいて合理主義の潮流を形作った人物。
ボザールに学び、プルーエ・アトリエに所属。ブルーエとジルベールのもとで修練をうけた後、1854年、ローマ大賞に挑戦し、アカデミー建築部会での審査では全員一致で大賞に選出されたが、全体投票で次席となる。そのため、自費でローマに赴き、古典主義建築について造詣を養う。
帰国後は古典的な配置論に基づきながらロマネスク様式やビサンチン様式のモチーフを多用、19世紀後半の中世回帰の思想をみずから体現、これらから中世の理想をみいだし、建築形態に配置上と構成上の合理性を追求する。パリ16区オートゥイユの丘にあるノートル＝ダム＝ドートゥイユ教会（fr, 1876年）はロマネスクでもあるが、内部にはずっと壮大な石のヴォルトを用いている。大規模建築で有名なモンマルトルのサクレ・クール寺院はポール・アバディの手により1875年に着工された。これはペリグーのサン＝フロン大聖堂に示唆をうけており、サン＝フロンはアバディが悪意的に修復した教会として知られる。
1860年から1880年にかけて、アトリエ・パトロンをつとめる。
ブルーエとジルベールから学んだ精神にもとづき、パリの大規模な建築になるサンテ監獄（1865年）を最初に手がけた。1863年、パリ14区プティ＝モンルージュ地区のサン＝ピエール＝ド＝モンルージュ教会 (fr) 設計に指名されて、ここではまさに彼の穏当で率直な性格から、ゴシック様式よりはむしろロマネスクを選び、この建築は米建築家ヘンリー・ホブソン・リチャードソンなどに多大な影響を与えたという。

## 主な作品
- サンテ刑務所、パリ14区、1865年から1885年
- サン＝ピエール＝ド＝モンルージュ教会、パリ14区、1863年から1872年
- ノートル＝ダム＝ドートゥイユ教会、パリ16区、1877年から1892年
- 司教館、ボーヴェ、1879年
- リセ・ビュッフォン、パリ15区、1889年
- リセ・モリエール、パリ16区、1889年
- グルノーブルのリセ